# Медуза (Супергёрл)
«Медуза» (англ. Medusa) — восьмой эпизод второго сезона телесериала «Супергёрл». Премьера состоялась 28 ноября 2016 года на канале The CW. «Медуза» считается неофициальным началом серии кроссоверов Вселенной Стрелы «Вторжение!».

## Сюжет
Кара, Джеймс, Уинн, Алекс, Элиза и Мон-Эл собираются вместе за одним столом, чтобы отпраздновать День благодарения. Джеймс и Уинн решают рассказать ли Каре секрет личности Стража, а Алекс собирается совершить каминг-аут перед матерью. Однако в самый разгар её тоста над столом раскрывается таинственный межпространственный портал. На следующий день Дж’онн узнаёт зачем Кадмусу была нужна кровь Кары. Кара навещает Лену Лютор, чтобы понять, насколько та осведомлена о деятельности её матери Лиллиан и Кадмуса. После её ухода, Лена связывается с матерью и приглашает к себе, чтобы сообщать ей, что один из репортёров подозревает её. В баре для инопланетян Хэнк Хэншоу устанавливает некое устройство, которое начинает распространять едкий газ, и уходит. Мон-Эл принимает его за Дж’онна и идёт за ним, завязывается драка, в которой даксамит проигрывает. Вернувшись в бар, Мон-Эл находит всех пришельцев мёртвыми.
Мон-Эла помещают в карантин и Дж’онн склонен согласиться с Алекс в том, чтобы изолировать также и Кару. Элиза вызывается выделить токсин и найти противоядие. Тем временем вирус начинает убивать Мон-Эла и его переводят в больничный отсек. Элиза полагает, что вирус создан на Криптоне, в результате этого Кара уверена, что Хэнку Хеншоу нужна была её кровь, чтобы проникнуть в Крепость Одиночества. Направившись туда, она встречает робота Калекса, который почему-то принимает её за злоумышленника и нападает, и Кара вынуждена уничтожить его. После этого она выясняет, что Хэнку были нужны файлы по некому проекту «Медуза» — вирусу. который её отец, Зор-Эл, совместно с другими криптонскими учёными создал, чтобы бороться с потенциальными захватчиками. Тем временем Алекс вновь пытается совершить каминг-аут, но её мать уже сама догадалась и полностью поддерживает. Кара беседует с Дж’онном: она расстроена тем, что её родители создали потенциальное оружие геноцида, а он раскрывает ей, что превращается в белого марсианина.
Алекс и Элиза приходят к выводу, что для того, чтобы использовать вирус в военных целях, Кадмусу не хватает редкого изотопа, недавно найденного учёными L-Corp. Кара и Хеншоу сталкиваются в холле компании, и когда он пытается убить Лену, Супергёрл защищает её. Прибывает полиция во главе с Мэгги Сойер, и Хэнк нападает на них, ранив Мэгги. В этот момент над головами присутствующих вновь раскрывается межпространственный портал, помешавший Киборг-Супермену украсть изотоп. Дж’онн и Уинн сомневаются, что Лена отличается от матери, поэтому Супергёрл рассказывает Лене о том, что её мать является лидером Кадмуса, но в ответ получает лишь обвинения в том, что супергероиня продолжает ту же охоту на ведьм, которую Супермен начал против Люторов. В ДВО Мон-Эл говорит Каре, что по мнению Элизы он умирает. Он целует девушку после того, как она признаёт. что проект «Медуза» — ошибка её семьи.
В L-Corp Лена спорит с Лиллиан, но всё же отдаёт ей нужный изотоп. Уинн прослеживает его до портовой зоны Нейшнл-сити. Кара первоначально уговаривает Дж’онна остаться, но тот возражает, говоря, что хочет умереть героем. В порту Супергёрл пытается убедить Лену не выпускать ракету, но та не слушает её. В результате Супергёрл пытается догнать ракету, а Дж’онн начинает сражение с Хэнком. В бою он преобразуется в гигантского монстра — гибрида зелёного и белого марсиан — и получает огромные возможности. Тем временем Супергёрл не удалось остановить ракету и оружие взрывается, но, так как вирус в нём был безвредным благодаря Лене Лютор, оно не имеет никакого эффекта. Лиллиан арестована, но Хэнк Хеншоу смог уйти.
Где-то в космосе некая группа пришельцев разыскивает Мон-Эла или любого другого выжившего даксамита и готова уничтожить любую планету, ставшую у них на пути. Тем временем сам Мон-Эл выздоровел, а Элиза перестроила молекулы вируса Медузы таким образом, чтобы вылечить Дж’онна. Кара спрашивает Мон-Эла об их поцелуе, но он игнорирует её и девушка закрывает тему. Мэгги признаётся, что чувства Алекс к ней взаимны и они целуются. Позднее в квартире Кары снова открывается портал и через него проходят Барри Аллен и Циско Рамон. Удивлённая и одновременно обрадованная Кара, узнав, что её другу нужна помощь, с радостью соглашается отправиться в их мир на некоторое время.

## Связь со Вселенной Стрелы
Эпизод завершается сценой, которая связывает её с серией кроссоверов, известной как «Вторжение!» и включающей 8 эпизод 3 сезона телесериала «Флэш», 8 эпизод 5 сезона телесериала «Стрела» и 7 эпизод 2 сезона телесериала «Легенды завтрашнего дня». Данная сцена впоследствии была продублирована в первой части «Вторжения!». Также Кара появляется во всех трёх частях серии кроссоверов в качестве гостя. В кроссоверах чётко определено, что она существует в другой вселенной, параллельной Вселенной Стрелы. В сюжете её мир упоминается как Земля-38, а Марк Гуггенхайм неофициально определил её как «Землю-CBS», назвав в честь канала, на котором транслировался первый сезон телесериала «Супергёрл».

## Критика
Эпизод получил в целом положительные отзывы. Рецензент A.V. Club Кэролайн Сид поставила «Медузе» оценку B.
Клифф Уитли из IGN оценил эпизод на 8,4/10, отметив, что серия «дала первой половине 2 сезона хорошую опору. Этот эпизод в основном избежал невпечатляющей побочной линии Стража в пользу более существенных угроз. В приятном романе Кары/Мон-Эла, конфликте с Лиллиан Лютор и сражении с Хэнком Хэншоу было много чего, за что можно полюбить финал полусезона. Если конечно это не ради связей с кроссоверами».